# Український фонд соціальних інвестицій
Український фонд соціальних інвестицій (УФСІ) — державна неприбуткова організація створена 28 квітня 2000 року Постановою Кабінету Міністрів України № 740.

## Історія
УФСІ виконував проєкти Уряду Великої Британії (DFID), Уряду Швеції (Sida), Уряду Японії (JSDF), Фонду імені Чарльза Стюарта Мотта, Канадського агентства міжнародного розвитку, Міжнародного фонду «Відродження» та Програми розвитку ООН.
У 2002—2008 роках Фонд впроваджував спільний проєкт Уряду України та Світового банку вартістю 77 млн дол. США (проєкт «Фонд соціальних інвестицій»). Проєкт виконувався у селах та малих містах України, реалізовано 676 мікропроєктів із покращення якості соціальних і комунальних послуг (ремонтувались школи, садки, клуби, водогони, амбулаторії, дороги). У рамках ще 80 мікропроєктів створено інноваційні соціальні послуги для вразливих груп населення. Користь отримали близько 1 млн осіб.
У 2008 році у рамках співпраці з Урядом Федеративної Республіки Німеччина, який через банк KfW надав і продовжує надавати грантові кошти для масштабного проєкту «Сприяння розвитку соціальної інфраструктури», УФСІ був залучений до впровадження цього великомасштабного проєкту як його виконавець.
Реалізацію Проєкту було започатковано на підставі Рамкової угоди між Урядом України та Урядом Федеративної Республіки Німеччина про консультування і технічне співробітництво (підписана 29.05.1996), Міжурядової угоди про фінансове співробітництво (підписана 27.12.2006), а також низки фінансових (грантових) та проєктних угод між Урядом України, KfW та УФСІ.
Метою Проєкту є оновлення та вдосконалення інфраструктури соціальних  об'єктів та зміцнення і розвиток потенціалу місцевих громад.
З 2008 до 2021 року для реалізації Проєкту у різних регіонах України було виділено 8 грантів на загальну суму 74,65 млн євро, три з яких наразі на стадії впровадження, а п'ять проєктів успішно завершено. Ці кошти дозволили профінансувати понад 500 об'єктів соціальної інфраструктури та заходи з розвитку громад і інтеграції ВПО у місцеві громади.

### Проєкт «Сприяння розвитку соціальної інфраструктури»

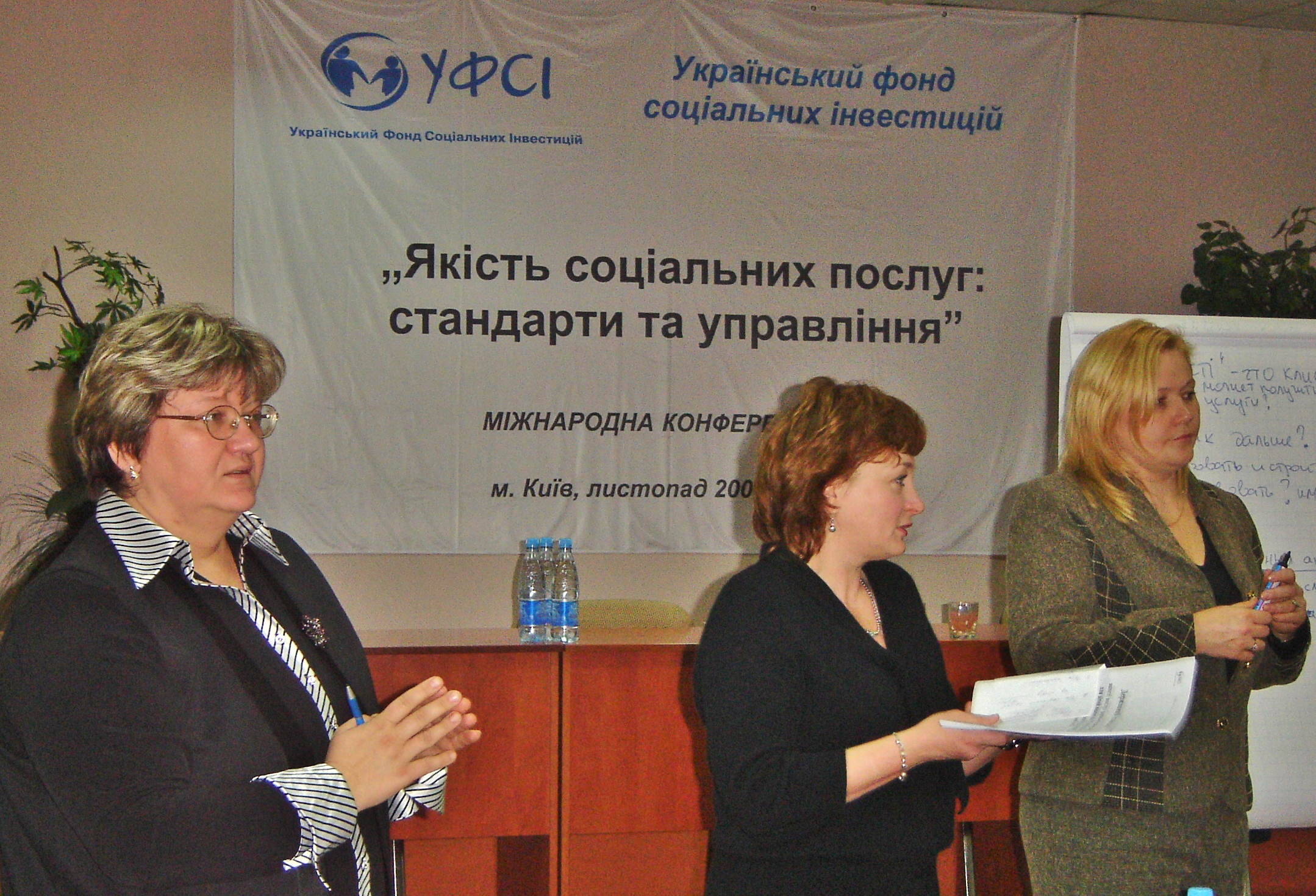
Представлення стандарту соціальної послуги «Раннє втручання» на конференції Українського фонду соціальних інвестицій. Київ, листопад 2006 р. Світлана Демченко, Ганна Кукуруза та Галина Герасим.

Станом на лютий 2021 року УФСІ активно впроваджує VI та VII фази Проєкту «Сприяння розвитку соціальної інфраструктури» та здійснює підготовчі заходи для реалізації його VIII фази. Проєкти виконуються у Дніпропетровській, Запорізькій, Харківській областях та у підконтрольних Уряду України районах Донецької та Луганської областей.
Бюджет Проєкту «Сприяння розвитку соціальної інфраструктури. УФСІ VI» (2018—2022) становить 9 млн євро. Мета: створення житла для внутрішньо переміщених осіб (ВПО), покращення інфраструктури об'єктів соціальної сфери (шкіл та дошкільних навчальних закладів) у громадах, які приймають ВПО.

### Проєкт "Сприяння розвитку соціальної інфраструктури— поліпшення первинної сільської медицини
Бюджет Проєкту «Сприяння розвитку соціальної інфраструктури — поліпшення первинної сільської медицини (УФСІ VII)» (2019—2023) становить 14,45 млн євро. Мета: поліпшення умов надання первинної медичної допомоги шляхом енергоефективного оновлення приміщень та постачання медичного обладнання. Очікується, що буде профінансовано не менше 40 закладів первинної медичної допомоги та заходи з всебічного розвитку потенціалу цільових груп: лікарів, керівників медичних закладів, посадових осіб, що відповідають за управління сферою охорони здоров'я у громадах-партнерах Проєкту, а також представників підрозділів охорони здоров'я обласного рівня.
У лютому 2021 року започатковано впровадження проєкту «Сприяння розвитку соціальної інфраструктури. УФСІ VIII». 8 лютого 2021 року підписано відповідну грантову та проєктну угоду. Мета Проєкту: посилення спроможності медичних закладів протидіяти загрозам та наслідкам пандемії шляхом їх енергоефективного оновлення та забезпечення необхідним медичним обладнанням. Бюджет: 13,1 млн євро. Термін реалізації: 2021—2024 рр. У рамках Проєкту планується оновити інфраструктуру та оснастити сучасними медичними приладами і засобами захисту 12 закладів первинної та вторинної (спеціалізованої) медицини, розташованих у Харківській, Дніпропетровській, Запорізькій областях та у контрольованих Урядом України районах Донецької і Луганської областей.

### Проєкт «Надання соціальних послуг в громаді»
У рамках продовження співпраці зі Світовим банком УФСІ є виконавцем проєкту «Надання соціальних послуг в громаді» (2018—2022). Територія впровадження: Одеська та Тернопільська області. Бюджет: 2,85 млн дол. США. Донор: Японський фонд соціального розвитку (JSDF) через Міжнародний банк реконструкції та розвитку. Метою проєкту є надання підтримки об'єднаним територіальним громадам Одеської та Тернопільської областей для посилення їх спроможності у забезпеченні мешканців якісними соціальними послугами, підвищення доступу до соціальної та комунальної інфраструктури громади, поліпшення охоплення послугами вразливих груп населення (літніх людей, інвалідів, сімей, що знаходяться у складних життєвих обставинах).
Детальніше про здобутки УФСІ за 20 років діяльності тут [Архівовано 23 січня 2022 у Wayback Machine.]

## Керівництво
Від моменту заснування до 2008 року Наглядову раду Українського фонду соціальних інвестицій, яка є вищим керівним органом УФСІ, очолював Віце-прем'єр-міністр України. Постановами Кабінету міністрів України від 10 вересня 2008 року її керівником став Міністр праці та соціальної політики, а від 25 листопада 2017 року — Міністр соціальної політики. Від 01.07.2020 наглядову раду очолюють співголови — Віце-прем'єр-міністр України — Міністр з питань реінтеграції тимчасово окупованих територій і Міністр соціальної політики.
Станом на 15 лютого 2021 року співголовами наглядової ради є та Віце-прем'єр-міністр України — Міністр з питань реінтеграції тимчасово окупованих територій України Міністр Олексій Резніков та Міністр соціальної політики України Марина Лазебна. З 1 грудня 2017 року виконавчим директором Українського фонду соціальних інвестицій є Андрій Олександрович Лактіонов.

## Основні напрямки діяльності
УФСІ інвестує кошти міжнародних донорів у модернізацію об'єктів соціальної та комунальної інфраструктури місцевих громад. Особливий акцент робиться на заходах з енергоефективності. Ще один важливий напрямок діяльності Фонду — розвиток потенціалу громад у вирішенні місцевих проблем (навчання та консультування).